# Джулія Ендрюс
Дама Джу́лія Е́ндрюс (англ. Dame Julie Elizabeth Andrews, при народженні англ. Julia Elizabeth Wells, нар. 1 жовтня 1935) — англійська співачка й акторка («Мері Поппінс», «Звуки музики»), дама-командор Британської Імперії. За свою кар’єру, яка триває понад вісім десятиліть, вона отримала численні нагороди, включаючи премію «Оскар», премію BAFTA, дві премії «Еммі», три премії «Греммі» та шість премій «Золотий глобус», а також номінації на три премії «Тоні».

## Загальні відомості
Наприкінці 50-х років Ендрюс із великим успіхом грала роль Елайзи Дулітл (англ. Elisa Doolitle) у Бродвейській постановці «Моєї прекрасної леді», однак у фільмі вона повинна була поступитися Одрі Гепберн, оскільки продюсери віддали перевагу відомішій актрисі. Однак, уже через кілька років, Джулія Ендрюс здобула всесвітню популярність, зігравши Мері Попінс (англ. Mary Poppins) у постановці студії Дісней. За цю роль Джулія отримала також Оскара. Наступним великим успіхом актриси став один із найвизначніших фільмів 60-х років — «Звуки музики» (англ. Sound of music).
У 1970-х роках кінокар'єра Ендрюс дещо сповільнилася після комерційних невдач фільмів «Зірка!» (Star! (film), 1968), «Дорога Лілі» (Darling Lili, 1970) та «Насіння тамаринду» (The Tamarind Seed, 1974). І тільки на межі 1980-х років фільми з її участю Десятка (1979) та «Віктор Вікторія» (1982) знову мали комерційний успіх і належну оцінку критиків.
У новому тисячолітті кар'єра акторки знайшла своє продовження у фільмах «Шрек» і «Щоденники принцеси» (англ. The Princess Diaries) та їхніх продовженнях. У 2010 році озвучила роль матері Ґрю у фільмі «Нікчемний я».

## Нагороди
- Оскар
- Еммі
- Премія Ґреммі
- Золотий глобус

## Фільмографія
- 1964 — Мері Поппінс
- 1965 — Звуки музики
- 1982 — Віктор Вікторія (Victor Victoria) — Вікторія Грант (граф Віктор Ґразінський)
- 2001 — Щоденники принцеси
- 2004 — Щоденники принцеси 2: Королівські заручини
- 2004 — Шрек 2

та ін.